# 杨效椿
杨效椿（1911年—1976年），男，山西万荣人，中华人民共和国政治人物，曾任中共合肥市委书记、合肥市政协主席，安徽省革命委员会副主任，第四届全国人大代表。